# Konstantin Meladze
Konstantin Șotaievici Meladze (în rusă Константин Шотаевич Меладзе, în georgiană კონსტანტინე მელაძე; n. 11 mai 1963, Batumi, Georgia) este un compozitor și producător muzical ruso-ucrainean de etnie georgiană. El este fratele mai mare al cântărețului Valeri Meladze și cofondator și coproducător al formației de fete VIA Gra (în rusă ВИА Гра). În 2012 i-a fost conferit titlul de Artist Emerit al Ucrainei.